# 银锭

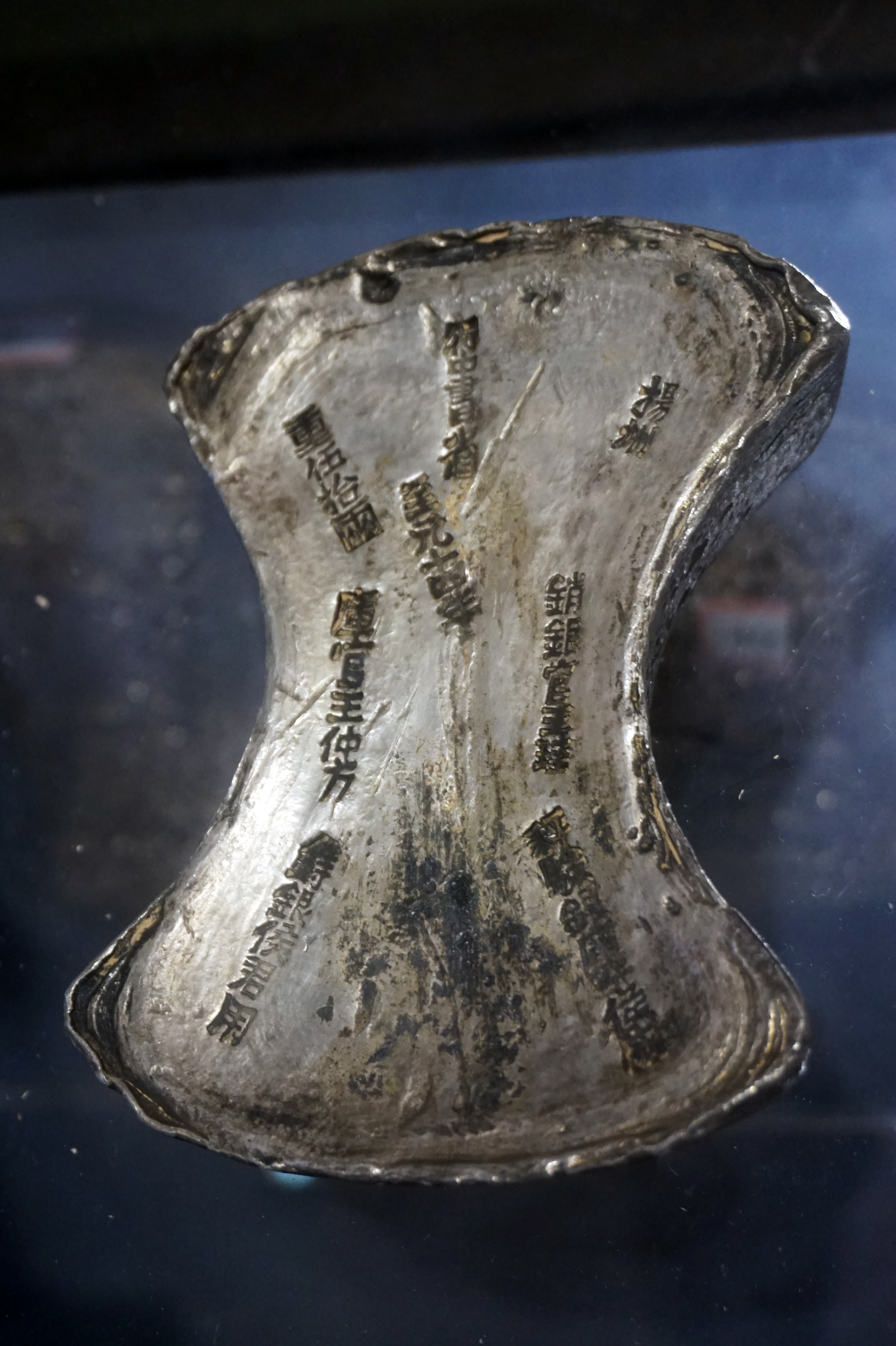
扬州元宝。中国财税博物馆藏。國立歷史博物館亦有相同館藏，名為行中書省銀錠（重要古物）

銀錠指鑄成錠狀的银两（「錠」亦通「鋌」，量詞，本指未經冶煉鑄造的金屬塊）。元朝以「元」為國號，庫銀逐稱為元寶（取其元朝之寶之意。元初也有發行名為“中统元宝”的交鈔及錢幣），此後「元寶」一詞也泛指銀錠以至一切金銀貨幣。

## 形状
此外，「銀錠」重量有一、二、三、五、十、五十兩之別，而「元寶」一詞也可以專指重五十兩的銀錠。至元十三年（1276年），元軍滅南宋後，返揚州，丞相伯顏以士卒掠奪無度，下令搜檢部隊行李，將所得撒花銀子統統銷鑄作錠，歸朝獻納。經辦此事的銷錢官依金朝的銀鋌成例，製成每重五十兩的銀錠，取名“揚州元寶”，呈獻給蒙古大汗忽必烈。當時所鑄元寶形呈馬鞍，兩端圓弧，中間束腰，在形制上與南宋和金朝的銀鋌十分相近。
“揚州元寶”在後世多有出土，一般長約14.5釐米，厚3釐米。背部鐫有“元寶”陰文大字。

## 经销
中國明、清兩代以銀錠用為通貨。今天僅存的五件明代銀作局銀錠當中，其中一件就刻有「銀作局永樂陸年十一月內銷鑄花銀五十兩重作頭顧阿福匠人仇士平陸字一千陸百七十號」字樣。清律也規定，各行省轉交至戶部中央的稅款，必須以五十兩銀元寶為一單位，因此行省衙門會把從百姓處收集來的散銀，鎔鑄成五十兩銀錠才上繳。
它出口到日本，被称为马蹄银。

## 延伸閱讀
- 劉光臨：〈银进钱出与明代货币流通体制 （页面存档备份，存于）〉。

1. ↑  國寶與重要古物-行中書省銀錠，國立歷史博物館